# Cratere Mariotte
Mariotte è un cratere lunare intitolato al fisico francese Edme Mariotte. Si trova sulla faccia nascosta della Luna. La formazione si trova a circa un diametro di cratere a sudovest del più piccolo cratere Das. Questo cratere è più lungo verso sudest di circa 5 km, ed ha la forma grossomodo di un uovo. Il bordo esterno è abbastanza netto e leggermente eroso. Il fondale è irregolare, soprattutto verso il confine sudest. A sudest di Mariotte si trova il grande cratere Chebyshev.

## Crateri correlati
Alcuni crateri minori situati in prossimità di Mariotte sono convenzionalmente identificati, sulle mappe lunari, attraverso una lettera associata al nome.
| Mariotte | Latitudine | Longitudine | Diametro |
| -------- | ---------- | ----------- | -------- |
| P        | 29.9° S    | 139.7° W    | 30 km    |
| R        | 30.1° S    | 141.6° W    | 33 km    |
| U        | 27.9° S    | 142.8° W    | 34 km    |
| X        | 25.3° S    | 140.0° W    | 20 km    |
| Z        | 22.9° S    | 139.0° W    | 47 km    |

Il seguente cratere è stato ribattezzato dall'IAU:
- Mariotte Y — vedi cratere Murakami.